# セシル・ハワード (第6代ウィックロー伯爵)
第6代ウィックロー伯爵セシル・ラルフ・ハワード（Cecil Ralph Howard, 6th Earl of Wicklow、1842年3月26日 – 1891年7月24日）は、アイルランド貴族。アイルランド貴族代表議員を務めた。

## 生涯
聖職者フランシス・ハワード閣下（Hon. Francis Howard、1797年1月12日 – 1857年2月16日、第3代ウィックロー伯爵ウィリアム・ハワードの息子）と2人目の妻サラ（Sarah、1892年3月15日没、チャールズ・ハミルトンの娘）の間の次男として、1842年3月26日にダブリン県ソーズの司祭館で生まれた。1857年8月よりラグビー校に通った後、1861年6月4日にオックスフォード大学トリニティ・カレッジに入学、1867年にB.A.の学位を修得した。
1864年10月29日にエンサイン（歩兵少尉）への辞令を購入して第60歩兵連隊に入隊、1867年8月8日に中尉への辞令を購入して昇進、1876年1月5日に大尉に昇進した。1877年6月30日に陸軍から引退した。1879年7月26日に大尉として民兵に属するアントリム砲兵隊に入隊、1881年2月23日にウィックロー砲兵隊の少佐に昇進した。1884年8月9日に民兵から引退した。
1869年3月22日に同母兄チャールズ・フランシス・アーノルドがウィックロー伯爵位を継承すると、1870年5月28日にヴィクトリア女王の裁可により、儀礼席次において伯爵の息子としての席次をとることを許可された。1881年6月20日に兄が生涯未婚のまま死去すると、ウィックロー伯爵位を継承した。1888年1月23日にアイルランド貴族代表議員に選出され、1891年に死去するまで務めた。
1883年時点でウィックロー県に22,103エーカー、ドニゴール県に6,440エーカー、ウェストミーズ県に170エーカーを所有し、合計で年収15,717ポンドに相当した。
1891年7月24日にウィックロー県シェルトン・アビーで死去、7月28日にウィックロー県キルブライドで埋葬された。息子ラルフ・フランシスが爵位を継承した。

## 家族
1876年3月23日、フランチェスカ・マリア・チェンバレン（Francesca Maria Chamberlayne、1877年12月30日没、トマス・チェンバレンの娘）と結婚、1男をもうけた。
- ラルフ・フランシス（英語版）（1877年12月24日 – 1946年10月11日） - 第7代ウィックロー伯爵[1]

1880年6月2日、ファニー・キャサリン・ウィンフィールド（Fanny Catherine Wingfield、1847年11月19日 – 1914年2月3日、リチャード・ロバート・ウィンフィールドの娘）と再婚、2男をもうけた。
- セシル・マーヴィン・マルコム（Cecil Mervyn Malcolm、1881年11月18日 – 1882年4月16日[2]）
- ヒュー・メルヴィル（Hugh Melville、1883年3月28日 – 1919年2月17日） - 1908年9月19日、メイ・サンズ（May Sands、1941年1月10日没、ベンジャミン・エイマー・サンズの娘）と結婚、子供あり[13]